# Майдан (праздник)
Майдан (баш. майҙан; от перс. — площадь) — традиционный башкирский праздник. Проводился у тюркских народов.

## История
Истоки проведения праздника майдан исходят от проведения народных собраний родоплеменных объединений.
Праздник отмечался обычно после посевных работ в конце мая. В празднике принимали участие жители одного или нескольких соседних родственных аулов. Местом проведения праздника была поляна или возвышенное место.

## Традиции праздника
Приглашающие люди оповещали жителей соседних деревень о дне проведения праздника. К началу праздника собирались призы, деньги для покупки продуктов и угощения гостей.
Праздник проводился на площадке в форме круга диаметром до 50 м, который огораживали ветками, в центре устанавливали высокий, до 10 метров шест (ҡолға). В отдельных районах Башкортостана для украшения праздничного майдана используются тканые паласы, дорожки, скатерти. Гостей встречали ряженые.
Каждая семья ставила поблизости юрту или шалаш. Вокруг площадки садились старики, дети, за ними — мужчины. Для женщин оформлялась отдельная ярко украшенная площадка.
Майдан начинался со скачек на конях в отдалении от центральной площади.
В течение дня проводились народные игры, курэш, состязания в беге, борьбе, прыжках, стрельбе из лука, исполнении народных танцев, песен, игре на курае, состязания сэсэнов.

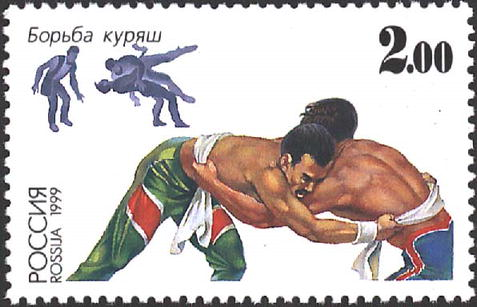
Борьба Курэш на празднике

Победителей награждали ценными призами (жеребец, баран, платки, полотенца и др.).
Праздник мог длиться до суток, к нему приурочивались свадьбы или ярмарки.
Традиционно для угощения гостей готовили бишбармак, казы, подавали кумыс, бал, бузу.